# Pseudopelagonema filiformis
Pseudopelagonema filiformis är en rundmaskart som beskrevs av Hans August Kreis 1932. Pseudopelagonema filiformis ingår i släktet Pseudopelagonema och familjen Oncholaimidae. Inga underarter finns listade i Catalogue of Life.